# Norma Leticia Salazar Vázquez
Norma Leticia Salazar Vázquez (Heroica Matamoros, Tamaulipas; 6 de agosto de 1977) es una política mexicana, miembro del Partido Acción Nacional. Es conocida bajo el apelativo Lety Salazar. Fue presidenta municipal de Matamoros en el periodo 2013-2016.

## Vida personal
Hija de Ramiro Salazar Rodríguez, nació en Matamoros, Tamaulipas, donde realizó todos sus estudios básicos. Es Licenciada en Derecho por el Centro Universitario del Noreste y tiene una Maestría en Derecho fiscal de la Universidad Autónoma de Nuevo León, así como un Diplomado en Derecho Familiar por la misma universidad.

## Trayectoria política
Es militante del Partido Acción Nacional desde 1999. Ha desempeñado diversos puestos dentro de dicha organización a nivel estatal y federal. Ha sido regidora de su ciudad durante la presidencia de Mario Zolezzi.
De 2005 a 2007 entró al Congreso de Tamaulipas en la LIX Legislatura como diputada local plurinominal, en la que se desempeñó como Presidenta de la Comisión de Equidad y Género y de la Comisión Instructora; integrante en las Comisiones Especiales para la Reforma de Seguridad y Justicia y la Reforma Electoral; y vocal en las Comisiones de Comisión de Seguridad pública, Prevención y Readaptación Social; Comisión Especial de la Juventud; Comisión de desarrollo social, cultura y deporte local; y en la Comisión de Salud pública.
En el periodo de 2009 a 2012 fue diputada federal plurinominal por Tamaulipas en la LXI Legislatura. En la LXI Legislatura, se desempeñó como Presidenta de la Comisión de Población, Fronteras y Asuntos Migratorios, Integrante de la Comisión Jurisdiccional y de la Comisión de Justicia, así como de las Comisiones Especiales de la Región Cuenca de Burgos, y de la Lucha contra la trata de personas.

### Presidenta Municipal de Matamoros
En marzo de 2013 fue designada como candidata del PAN a la presidencia municipal de Matamoros, para las elecciones de 2013, nombramiento que se oficializó el 24 de marzo de ese año.
El 7 de julio de 2013 se convirtió en virtual ganadora en las elecciones y convirtiéndose en la primera mujer que ocupa ese puesto y la cuarta vez que su partido gana en el municipio. El 10 de julio recibió su constancia de mayoría, convirtiéndose oficialmente en presidenta electa de Matamoros.
| Predecesor: Víctor Alfonso Sánchez Garza | Presidenta Municipal de Matamoros, Tamaulipas 2013 - 2016 | Sucesor: Jesús de la Garza Díaz del Guante |